# 张伟 (1963年)
张伟（1963年5月—），女，汉族，江苏宿迁人，中华人民共和国政治人物。现任江西省人大常委会副主任，九三学社江西省委主委，南昌大学第一附属医院院长，第十四届全国人民代表大会常务委员会委员。